# Stephania glabra
Stephania glabra är en tvåhjärtbladig växtart som först beskrevs av William Roxburgh, och fick sitt nu gällande namn av John Miers. Stephania glabra ingår i släktet Stephania och familjen Menispermaceae. Inga underarter finns listade i Catalogue of Life.